# Judith av Böhmen
Judith av Böhmen, (Polska: Judyta), född cirka 1056, död 25 december 1086, var en hertiginna av Polen. Hon var dotter till Wratislav II av Böhmen och Adelaide av Ungern. Hon gifte sig 1080 med Polens monark hertig Vladislav I Herman av Polen. 
Judith äktenskap arrangerades för att cementera den nyligen slutna alliansen mellan Polen och Böhmen. 
Enligt samtida krönikörer utförde hon mycket välgörenhet mot fattiga och fångar. Motivet för hennes goda gärningar var det faktum att hon under de första åren av sitt äktenskap inte blev gravid, och hon utövade därför välgörenhet för att beveka Gud att ge henne ett barn. Hon ska ha gjort uppoffringar och betalat skulder, hjälpt änkor och föräldralösa, donerat till kloster och bett präster att be till helgonen. 
Judith och Vladislav närvarade 1085 vid faderns kröning, då han hade fått motta titeln kung i stället för hertig. Hon blev slutligen gravid, och avled efter förlossningen.

## Barn
1. Boleslav III av Polen (född 20 augusti 1086)